# پل شیروانه
پل شیروانه مربوط به دوره پهلوی اول است و در شهرستان کامیاران، بخش مرکزی، روستای شیروانه واقع شده و این اثر در تاریخ ۱۰ دی ۱۳۸۱ با شمارهٔ ثبت ۶۸۵۳ به‌عنوان یکی از آثار ملی ایران به ثبت رسیده است.